# Сардыма
Сардыма — река в России, протекает по Улаганскому району Республики Алтай. Устье реки находится в 76 км по правому берегу реки Чуя. Длина реки составляет 13 км.
Высота устья — 1123 м над уровнем моря.

## Данные водного реестра
По данным государственного водного реестра России относится к Верхнеобскому бассейновому округу, водохозяйственный участок реки — Катунь, речной подбассейн реки — Бия и Катунь. Речной бассейн реки — (Верхняя) Обь до впадения Иртыша.